# كاتري ماتسون
كاتري ماتسون (بالفنلندية: Katri Mattsson)‏ هي لاعبة كرة قدم فنلندية، ولدت في 22 نوفمبر 1982 في Kauhajoki ‏ في فنلندا. شاركت مع منتخب فنلندا لكرة القدم للسيدات. أما مع النوادي، فقد لعبت مع نادي فولفسبورغ للسيدات ونادي فولفسبورغ.

## وصلات خارجية
- كاتري ماتسون على موقع الاتحاد الدولي (مؤرشف)  (الإنجليزية)
- كاتري ماتسون على موقع الاتحاد الأوربي (الإنجليزية)
- كاتري ماتسون على موقع اتحاد النرويج (النرويجية)
- كاتري ماتسون على موقع قاعدة بيانات كرة القدم.إي يو (الإنجليزية)
- كاتري ماتسون على موقع Soccerway.com (الإنجليزية)
- كاتري ماتسون على موقع عالم كرة القدم.نت (الإنجليزية)